# Montredon
Montredon – miejscowość i gmina we Francji, w regionie Oksytania, w departamencie Lot.
Według danych na rok 1990 gminę zamieszkiwały 263 osoby, a gęstość zaludnienia wynosiła 22 osób/km² (wśród 3020 gmin regionu Midi-Pyrénées Montredon plasuje się na 801. miejscu pod względem liczby ludności, natomiast pod względem powierzchni na miejscu 953.).